# Ctenorangoon meggittii
Ctenorangoon meggittii är en mångfotingart som beskrevs av Karl Wilhelm Verhoeff 1940. Ctenorangoon meggittii ingår i släktet Ctenorangoon och familjen Harpagophoridae. Inga underarter finns listade i Catalogue of Life.